# Fever Dream (Of Monsters and Men)
Fever Dream è il terzo album in studio del gruppo musicale islandese Of Monsters and Men, pubblicato il 26 luglio 2019.

## Pubblicazione
Il disco è stato annunciato il 7 maggio 2019, a quattro giorni dall'uscita del singolo Alligator, al quale ha fatto seguito, il 12 luglio, Wild Roses. Il terzo e ultimo singolo, Wars, è stato rilasciato il giorno dell'uscita del disco.

## Tracce
1. Alligator – 3:04
2. Ahay – 2:56
3. Róróró – 4:21
4. Waiting for the Snow – 3:43
5. Vulture, Vulture – 2:56
6. Wild Roses – 4:02
7. Stuck in Gravity – 4:24
8. Sleepwalker – 3:19
9. Wars – 3:37
10. Under a Dome – 4:33
11. Soothsayer – 3:35

## Formazione
- Arnar Rósenkranz Hilmarsson – batteria, tastiere
- Brynjar Leifsson – chitarra elettrica
- Kristján Páll Kristjánsson – basso
- Nanna Bryndís Hilmarsdóttir – voce, chitarra acustica
- Ragnar Þórhallsson – voce, chitarra acustica